# Hästspringråttor
Hästspringråttor (Allactaga) är ett släkte i familjen springråttor som förekommer i norra Afrika, östra Europa och i Asien.

## Utseende
Släktet innefattar de största arterna av familjen springråttor, några arter är däremot ganska små. Kroppslängden (huvud och bål) uppgår till mellan 9 och 26 cm. Därtill kommer en 14 till 31 cm lång svans. De minsta arterna väger mellan 44 och 73 gram. Den största arten, Allactaga major, når en vikt av 280 till 420 gram. Pälsens färg på ovansidan varierar mellan grå, mörkt sandfärgad och rödbrun. Buken är vitaktig. Med undantag av en enda art (Allactaga tetradactyla) har alla hästspringråttor fem tår på bakfoten, varav de yttersta två tårna är mindre än de övriga. Hos Allactaga tetradactyla saknas stortån och den femte tån är hos alla släktmedlemmar liten. Mellanfotsbenen av den andra, tredje och fjärde tån är sammanlänkade och bildar ett enda ben. Bakfötternas trampdynor är nakna.
Ögonen är stora på grund av arternas nattaktiva levnadssätt. Påfallande är de stora öronen som kan vara lika långa som det övriga huvudet, vilket ger ett utseende som påminner om harar.

## Utbredning och habitat
Två arter av släktet förekommer i Europa. För arten Allactaga elater ligger utbredningsområdets nordvästra gräns vid Volgafloden. Allactaga major hittas från Moskva och Kiev till centrala Ryssland. För de flesta andra arterna sträcker sig utbredningsområdet över Anatolien, Syrien, Irak, Iran, asiatiska delar av Ryssland, de centralasiatiska stater som tidigare tillhörde Sovjetunion, Afghanistan, Pakistan, Mongoliet samt Manchuriet och provinsen Xinjiang i Kina. Habitatet utgörs av öknar och halvöknar samt torra stäpper.
Den enda arten i Afrika är Allactaga tetradactyla som påträffas i saltträsk nära kustlinjen i Egypten och Libyen.

## Systematik
Till släktet räknas 11 eller 12 arter fördelade på tre (Nowak) eller fyra undersläkten (Wilson & Reeder).
- Undersläkte Allactaga
  - Liten hästspringråtta (Allactaga elater), östra Europa, västra och centrala Asien.
  - Allactaga firouzi, sydvästra Iran.
  - Allactaga hotsoni, sydöstra Iran, Afghanistan, Pakistan.
  - Stor hästspringråtta (Allactaga major), mellan Moskva och Kiev samt till sydvästra Sibirien och bergstrakter i Centralasien.
  - Allactaga severtzovi, Kazakstan och angränsande regioner.
  - Allactaga vinogradovi, södra Kazakstan och östra Uzbekistan.
- Undersläkte Orientallactaga
  - Allactaga balikunica, Mongoliet.
  - Allactaga bullata, Mongoliet.
  - Sibirisk hästspringråtta (Allactaga sibirica), centrala Sibirien och Manchuriet.
- Undersläkte Paralactaga
  - Allactaga euphratica, västra Asien.
  - Allactaga williamsi, Anatolien och fram till Afghanistan.
- Undersläkte Scarturus
  - Fyrtåig hästspringråtta (Allactaga tetradactyla), Egypten, Libyen.

Ofta förekommer namnet Allactaga jaculus istället för Allactaga major, men det första namnet är ogiltigt. Bobrinskis hästspringråtta (Allactodipus bobrinskii) räknas ibland till hästspringråttor men förs vanligen till ett eget släkte.

## Ekologi

### Boet
Hästspringråttor bygger olika bon för olika ändamål. För arten Allactaga major görs till exempel åtskillnad mellan fyra huvudvarianter: det permanenta boet för sommaren, boet för tillfällig användning under sommaren, en tillflyktstunnel i farliga situationer och boet för vinterdvalan. Det permanenta boet har ett centralt rum som ligger 70 till 150 cm under marken, samt en tre meter lång utgångstunnel. Honor fyller rummet med mjuka växtdelar innan de föder sina ungar. Kammaren i vinterboet ligger ibland så mycket som 2,5 meter under markytan.
Olika former av tunnelsystem grävs även av de mindre arterna som lever i Eurasien. Arten Allactaga severtzovi bygger mycket komplexa bon. Gångsystemet kan vara 5 meter långt med flera kamrar. Undantaget är Allactaga tetradactyla som bara gräver enkla tunnlar utan kammare som ibland når 150 cm djup. Boet byts efter jämförelsevis kort tid.

### Aktivitet och föda
Liksom alla andra springråttor är hästspringråttor aktiva på natten. De rör sig vanligen långsamt när de letar efter föda. När de känner sig hotade springer de i zick-zack. Allactaga elater kan nå hastigheter upp till 48 km/h. Beroende på art utgörs födan främst av växtdelar (som frön), insekter eller av en kombination av växtdelar och insekter.
Arter som förekommer i låglandet i sydliga regioner går inte i vinterdvala. Medlemmar som lever i centrala och norra Asien går däremot alltid i ide. Den längsta vinterdvalan sträcker sig mellan september och april.

### Fortplantning
Hos de flesta arterna lever individerna ensamma och hannar och honor träffas bara för parningen. Vanligen får honor två till tre kullar per år. Det föds normalt tre till fem ungar per kull, men ibland upp till åtta. Ungarna stannar cirka 30 dagar hos modern och blir könsmogna efter ungefär tre och en halv månad. Ungar födda på våren kan därför få sin första avkomma under hösten. Hos arten Allactaga major varar utvecklingstiden längre, honor föder sina första ungar under andra levnadsåret. Livslängden går upp till fyra år men bara ett fåtal individer blir så gamla.

## Hästspringråttor och människor
Arten Allactaga major betraktas ibland som skadedjur, eftersom den i vissa fall äter grödor eller kärnor av melon och pumpa. De flesta andra arterna är förhållandevis sällsynta och orsakar därför endast obetydliga skador för jordbruket. IUCN listar 8 av 11 arter som livskraftiga (LC), för arter i begränsade utbredningsområden saknas vanligen tillfredsställande information.